# Den Norske Turistforening
Den Norske Turistforening (DNT) er Norges største friluftsorganisation. Foreningen blev etableret den 21. januar 1868 efter initiativ fra Konsul Thomas Johannes Heftye og Kaptajn Hans Hagerup Krag. Foreningens formål skulle være: "at lette og udvikle Turistlivet her i Norge". Den første medlemsforening blev Oslo og omland (1868). I 2005 havde foreningen 207.000 medlemmer (deraf over 18.000 i DNT Ung), fordelt på 50 lokale foreninger.

## Turisthytter og ruter
Medlemsforeningene ejer et betydeligt netværk af hytter og vedligeholder et stort mærket netværk af stier og løjper mellem disse. De første hytte var Krokanhytta på Rjukan (1868), som blev efterfulgt af Tyinhytten (1870) samt Memurubu og Gjendebu (1872). Stierne og løjperne er mærket med skilte og røde striber malet på træerne eller røde T'er malet på sten over trægrænsen. Mange steder på ruterne som går i højfjeldet er ruten også markeret med varder som vandrende har lavet. I 2021 havde DNT 550 hytter og vedligeholdte 20.000 km sommerruter og 4.300 km vinterruter.

## Specialiseringer
Barnas Turlag blev etableret i 1999. DNT Fjellsport og DNT i skolen er nyere specialiseringer. Foreningerne arrangerer årligt 2.500 ture og kurser, både i ind- og udland. Fjeldfilmfestivalen er et tiltag af samme art.